# Kurt Yaeger
Kurt Yaeger, född 3 januari 1977 i San Francisco, är en amerikansk skådespelare.
Yaeger har bland annat medverkat i TV-serierna The Tommy and Bobby show (2019-2020) .Han har även medverkat i i filmerna Charlie Wilson's War från 2007 och The Beanie Bubble från 2023.

## Filmografi (i urval)
- 2007 – Charlie Wilson's War
- 2019–2020 – The Tommy and Bobby show (TV-serie)
- 2023 – The Beanie Bubble